# Pentagonia villosula
Pentagonia villosula är en måreväxtart som beskrevs av Bengt Lennart Andersson och Rova. Pentagonia villosula ingår i släktet Pentagonia och familjen måreväxter.
Artens utbredningsområde är Ecuador. Inga underarter finns listade i Catalogue of Life.